# Kung Fu Panda: Secrets of the Masters
Kung Fu Panda: Secrets of the Masters (no Brasil: Kung Fu Panda: O Segredo dos Mestres) é um curta de 2011 da série Kung Fu Panda produzido pela DreamWorks Animation. O curta está disponível na edição especial do DVD de Kung Fu Panda 2, e em DVD solo e Blu-ray. Assim como o curta anterior O Segredo dos Cinco Furiosos este utilizou a mesma técnica de animação com parte da história animada em 2-D.
O curta mostra Po contando pra seus amigos a origem dos mestres de kung fu Rino, Touro e Crocodilo e se tornaram heróis ao salvarem juntos a China de uma equipe de vilãs. Ele contou com os mesmos dubladores que fizeram os filmes anteriores. Ele ainda recebeu em 2012 o Prêmio de Melhor Especial de Animação.

## Sinopse
No meio da noite Po saem numa missão acompanhado de Tigresa e Louva-a-Deus até se revelar que tudo era uma armação de Po para conseguir entrar na nova exposição dos mestres do kung fu antes da abertura. Ele se surpreende ao ver os artefatos dos mestres Rino, Touro e Crocodilo, porém Tigresa e Louva-Deus não demonstram o mínimo interesse. Então Po decide contar a eles a história de como o trio se tornaram mestres do kung fu.
Na cidade de Jinzhao, Rino, Touro e Crocodilo são três lutadores de kung fu cada um com uma habilidade especial atraindo a atenção do Grande Mestre Oogway. Enquanto eles lutam duas vilãs, as Irmãs Wu partem para libertar sua irmã Su Wu de sua cela, elas conseguem escapar e derrotar os três lutadores partindo para causarem um grande caos na China. Oogway decide treinar os três para que pudessem ajudar a deter as vilãs, porém eles demonstram interesse só pelas recompensas e fama, exceto Rino que sonha em se tornar um lutador tão bom quanto seu pai.
Oogway tenta motivá-los a trabalharem em equipe os levando para uma área perigosa onde acabam ficando presos num rio de lava. Oogway consegue salvá-los os levando pra margem, porém acaba caindo de um desfiladeiro deixando a mensagem de "Lembrem-se do caminho". Desanimados pela sua perda o trio volta e no caminho encontram uma aldeia devastada pelas Irmãs Wu, então todos os três se motivam a derrotá-las e trazer a paz do reino. Ao chegarem lá eles iniciam uma luta contra elas, porém só conseguem derrotá-las ao usarem suas habilidades especiais de kung fu para ajudar uns aos outros. Após isso Oogway retorna tendo sobrevivido a queda e os elogia por se tornarem guerreiros dignos.
Após terminar a história a cena volta de novo a Po, Tigresa e Louva-a-Deus na exibição. Po vê Shifu e a princípio o confunde com uma estátua, mas o mesmo se apresenta e manda Po reparar os danos que ele fez para entrar lá antes da exibição começar em 20 minutos. Nisso Po encontra o sarcófago em que Su Wu estava presa e acaba se prendendo nele acidentalmente.